# Nils Weibull

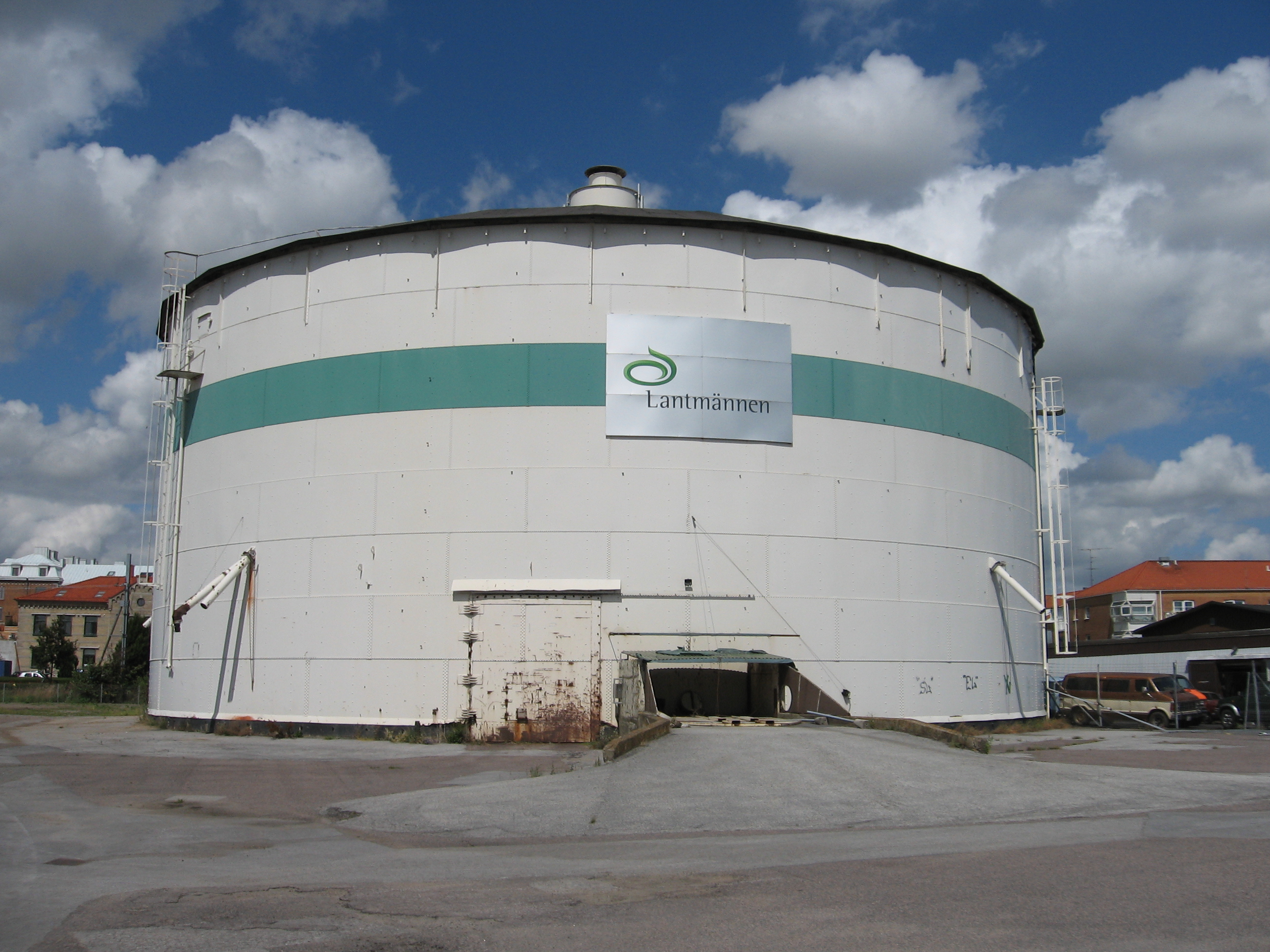
Råsockersilo av Weibulls konstruktion från 1930-talet i Ystads hamn.

Nils Weibull, född 21 april 1885 i Vittskövle, död 15 juni 1975 i Malmö  var en svensk civilingenjör.
Weibull avlade ingenjörsexamen vid Kungliga tekniska högskolan (KTH) 1906.  Han invaldes 1945 som ledamot av Lantbruksakademien. Han konstruerade den så kallade Weibullsilon för lagring av socker.